# InMage
InMage es una empresa de software con sede en la India, fundada en el año 2001 por el doctor Murali Rajagopal y por Kumar Malvalli. En el año 2014 Microsoft adquirió la empresa InMage.

## Software
El producto principal de InMage es el software Scout que ayuda a proteger la información continua con el fin de crear una Copia de seguridad y una Replicación. Scout consiste en 2 aplicaciones en línea: a línea de descarga del host, que utiliza un agente de software en los servidores protegidos, y la línea de la estructura, que utiliza un agente en la estructura del conmutador Fibre Channel. El software protege a nivel de volumen o bloque, rastreando todos los cambios de escritura. Permite políticas de protección local o remota. La primera versión del producto fue lanzada en 2002.

## Productos de Dispositivos
Scout presenta un repositorio CDP de capacidad optimizada. El enfoque continuo permite ventanas de copia de seguridad cercanas a cero, restauraciones de cualquier punto en el tiempo, RPO de segundo nivel, tanto dentro del centro de datos como a través de los centros de datos. El volumen de destino se mantiene actualizado de forma síncrona o asíncrona según la línea de productos. Los registros de retención permiten cualquier recuperación en cualquier momento en la ventana de retención especificada por el usuario. Scout también presenta soporte de conmutación por error de aplicaciones en una recuperación ante desastres.
La versión 6.2 de Scout es compatible con Microsoft Windows, Linux, Solaris, AIX y HP UX. También es compatible con VMware, XenServer, Hyper-V, Solaris Zones y algunas otras plataformas de virtualización de servidores.
Tanto el servidor como la conmutación por error de aplicaciones son compatibles con Microsoft Windows. Application Failover es compatible con Microsoft Exchange, BlackBerry Enterprise Server, Microsoft SQL Server, File Servers, Microsoft Sharepoint, Oracle, MySQL entre otros.
La serie de versiones 6.2 admite operaciones agrupadas y no agrupadas.
Scout se integra con el software tradicional de respaldo en cinta para permitir la retención a largo plazo en cinta. Scout se integra con las API VSS de Microsoft para instantáneas consistentes de SQL, Exchange e Hyper-V. También se integra con las API de coherencia de Oracle, DB2, MySQL y Postgresql.